# Energieversorgung
Energieversorgung bezeichnet die Versorgung von Endkunden mit Strom, Gas und Fernwärme. Traditionell handelt es sich um einen Aufgabenbereich kommunaler Unternehmen.

## Abgrenzung
Energieversorgung bezeichnet nach der im Energiewirtschaftsgesetz (EnWG) hinterlegten Definition die Versorgung von Endverbrauchern mit den leitungsgebundenen Energieträgern Elektrischer Strom, Gas und Fernwärme. So heißt es in der Einleitung des EnWG:
1. Zweck des Gesetzes ist eine möglichst sichere, preisgünstige, verbraucherfreundliche, effiziente und umweltverträgliche leitungsgebundene „Versorgung der Allgemeinheit mit Elektrizität, Gas und Wasserstoff“, die zunehmend auf erneuerbaren Energien beruht.
2. Die Regulierung der „Elektrizitäts- und Gasversorgungsnetze“ dient den Zielen der Sicherstellung eines wirksamen und unverfälschten Wettbewerbs bei der Versorgung mit Elektrizität und Gas und der Sicherung eines langfristig angelegten leistungsfähigen und zuverlässigen Betriebs von „Energieversorgungsnetzen“.

Im Gegensatz dazu wird der Wirtschaftszweig gemäß NACE, der sich mit allen Energieträgern und der gesamten Wertschöpfungskette von der Erschließung der Energiequellen bis zur Verteilung an Endverbraucher befasst als Energiewirtschaft bezeichnet. Letztere umfasst auch alle Vorstufen wie Stein- und Braunkohlebergbau oder Öl- und Gasförderung, also die Gewinnung von Energierohstoffen (englisch Upstream), dann Ferntransport, Speicherung und Veredelung z. B. in Pipelines und Erdölraffinerien (englisch Midstream) sowie die nicht-leitungsgebundene Verteilung von Fest- und Flüssigbrennstoffen. Dieser Weg der Energie von Import und Förderung über die Wandlung in andere Energieformen bis zum Endverbrauch wird von Industrieländern in Energiebilanzen quantitativ verfolgt.

## Geschichte
In industriell hoch entwickelten Ländern haben sich seit dem 19. Jahrhundert Unternehmen mit der Bereitstellung von technisch bequem nutzbarer und wirtschaftlich hervorragend kontrollierbarer Energie für den allgemeinen Verbrauch beschäftigt. Hierbei stand zunächst die Gasversorgung mit Stadtgas, dann die preisgünstige und zuverlässige Erzeugung elektrischer Energie sowie die Übertragung an die Verbraucher im Vordergrund. Sehr schnell zogen die Kommunen die Versorgung mit Strom und Gas als kommunale Aufgabe weitgehend an sich. Dabei nutzten sie ihr Wegerecht und das noch heute vorhandene Instrument des Konzessionsvertrages, um ihr städtisches Versorgungsgebiet gegen andere Anbieter zu verteidigen. Die städtischen Werke waren dabei für Beschaffung und Vertrieb von Strom und Gas wie auch für den Bau und den Betrieb der Netze verantwortlich.
Dies wurde erst durch die Neuregulierung der Energiewirtschaft im Jahre 1996 aufgehoben. Seither gelten die oben beschriebenen gesetzlichen Rollenverteilungen und eine freie Lieferantenwahl.

## Energieversorgungsunternehmen
Energieversorgungsunternehmen i. S. v. § 3 Nr. 18 EnWG sind „natürliche oder juristische Personen, die Energie an andere liefern, ein Energieversorgungsnetz betreiben oder an einem Energieversorgungsnetz als Eigentümer Verfügungsbefugnis besitzen; der Betrieb einer Kundenanlage oder einer Kundenanlage zur betrieblichen Eigenversorgung macht den Betreiber nicht zum Energieversorgungsunternehmen“.

## Rollen in der Energieversorgung
Das EnWG unterscheidet verschiedene Rollen in der Energieversorgung. Diese Rollen sind Gegenstand europäischer Regulierung und wurden in allen europäischen Ländern so umgesetzt:
- Übertragungsnetzbetreiber Strom (ÜNB) bzw. Marktgebietsverantwortlicher Gas (MGV)
- Verteilnetzbetreiber Strom (VNB)
- Lieferant: dies ist der Vertragspartner, mit dem der Strom- oder Gasvertrag abgeschlossen wird
- Bilanzkreisverantwortlicher: Über den Bilanzkreisverantwortlichen läuft der Energiehandel. Er muss gegenüber dem Übertragungsnetzbetreiber sicherstellen, dass der Bilanzkreis ausgeglichen ist, d. h. ebenso viel Energie pro Viertelstunde gekauft oder eingespeist wie verkauft oder geliefert wurde.

Lieferanten können einen eigenen Bilanzkreis führen und selbst im Energiehandel tätig sein, sie können dies aber auch anderen überlassen, die in ihrem Auftrag Energiehandelsverträge abschließen. Netzbetrieb und Energielieferung müssen von getrennten Unternehmen wahrgenommen werden.

### Lieferanten
Der Lieferant (LF) ist verantwortlich für die Belieferung von Marktlokationen (Zählpunkten), die Energie verbrauchen und die Abnahme der Energie von Marktlokationen, die Energie erzeugen. Lieferanten sind die Vertragspartner für den Endkunden. Lieferanten müssen mit den Verteilnetzbetreibern, aus deren Netzen Energie entnommen oder in deren Netze Energie eingespeist werden soll sogenannte Lieferantenrahmenverträge abschließen. Dies regelt den Zugang zum Energieversorgungsnetz.
Um seine Kunden versorgen zu können, muss der Lieferant:
- Absatzprognosen für Strom- und Gasabsatz im Haushaltskundenportfolio erstellen,[2]
- Lastprognosen für individuelle (Groß-)kunden erstellen,[2]
- eine Einkaufsstrategie am Terminmarkt umsetzen und selbst oder über Vermittler an den Strom-, CO2- und Gashandelsmärkten teilnehmen,[2]
- Terminpreise stunden- oder viertelstundenscharf prognostizieren (siehe HPFC),[3]
- Preise kalkulieren und Mengen-, Preis- und Bonitätsrisiken kalkulieren,[4]
- sein Produktportfolio gestalten und sich mit Stromqualitäten (Grünstrom) und Zertifikaten auseinandersetzen,
- im Rahmen einer Wärmewende möglicherweise das Fernwärmenetz und den entsprechenden Absatz ausbauen und den Anteil erneuerbarer Wärme erhöhen,
- möglicherweise in eigene Stromerzeugung investieren und solche Projekte planen und durchrechnen
- eigene Kraftwerke am Markt optimal einsetzen (siehe Kraftwerkseinsatzoptimierung)

### Grundversorger
Ein spezieller Lieferant ist in jedem Netzgebiet der Grundversorger. Es ist der Lieferant, der die meisten Haushaltskunden in einem Netzgebiet der allgemeinen Versorgung beliefert. Der Grundversorger ist verpflichtet, jeden Haushaltskunden im Netzgebiet zu allgemeinen öffentlich bekanntgegebenen Preisen zu versorgen. Regelungen dazu finden sich in § 36 EnWG. Beim Grundversorger landen somit Kunden mit schlechter Bonität, die anderweitig keinen Vertrag abschließen können oder gleichgültige Stromabnehmer, die ihren Vertrag durch Nutzung der Steckdose abschließen.

### Netzbetreiber
Der Netzbetrieb bleibt auch nach der Neuregulierung seit 1996 als natürliches Monopol erhalten. Daher werden von der Bundesnetzagentur Gewinnobergrenzen festgesetzt. Mögliche Gewinne für die Netzbetreiber ergeben sich aus einem Bonus-/Malussystem für die Netzqualität, die sich an einem Durchschnitt orientieren. Mit Regulierungskonten werden Bonus- oder Malusumstände aus dem einen Jahr erst im Folgejahr für die Netzbetreiber kassenwirksam. Störungen des Netzes die länger als drei Minuten andauern, müssen der Bundesnetzagentur gemeldet werden.

## Energieträger

### Fossile Energiequellen
Die chemische Bindungsenergie der organischen, kohlenstoffhaltigen Substanzen kann sehr leicht durch Verbrennen in thermische Energie überführt werden. Die meisten hochverfügbaren und mit geringem technischem Aufwand verheizbaren Materialien sind Kohlenwasserstoffe, die aus den Zuckern der Kohlenstoff-Assimilation phototropher Pflanzen stammen. Die Energiedichte der bei vollständiger Verbrennung des Ausgangsstoffs freigesetzten Energie pro Kilogramm ist bei fossilen Kohlenwasserstoffen befriedigend. Die fossilen Energieträger sind ein Brennstoffkonzentrat aus prähistorischer Biomasse; sie wurden deshalb zu den bevorzugten Primärquellen der Energieversorgung.
Beim Verbrennen von fossilen Energieträgern wie Öl oder Kohle entstehen große Mengen des Treibhausgases Kohlendioxid (je ein Kohlenstoffatom und zwei Sauerstoff-Atome bilden ein CO2-Molekül), das zur globalen Erwärmung beiträgt.

### Erneuerbare Energien
Die im Sonnenlicht, dem Wind, dem Erdmantel sowie dem Wasser befindliche Energie kann mit Hilfe von erneuerbaren Energien genutzt werden. Dies geschieht über Windkraftanlagen, Photovoltaik- und Solarthermieanlagen, Geothermiekraftwerke, Wasserkraftwerke sowie die Biomassenutzung. Während die Wasserkraft eine schon seit langer Zeit genutzte Technologie darstellt, handelt es sich bei den anderen Technologien wie der Photovoltaik oder der Stromerzeugung mittels Windenergie um relativ neue Möglichkeiten der Energiewandlung, die erst seit den 1980er und 1990er Jahren verstärkt zum Einsatz kommen, jedoch hohe Wachstumsraten aufweisen. Sie werden in vielen Ländern im Hinblick auf den Umwelt- und Klimaschutz sowie ihrer CO2-Neutralität gefördert.
Hölzer und sonstige Biomasse als Träger energiereicher, unter Nutzung von Sonnenenergie nachwachsender Kohlenstoffverbindungen müssen getrocknet werden und weisen auch dann noch einen geringeren spezifischen Heizwert auf, als die Fraktionsprodukte aus der Mineralölindustrie. Die Erzeugung der Energieträger (Biogas und Biokraftstoff) für Zwecke der Energieversorgung in volkswirtschaftlich relevantem Maßstab ist nicht unproblematisch, wie man dem Spannungsverhältnis zur Lebensmittelversorgung und zu Natur- und Landschaftsschutz entnehmen kann.

### Kernbrennstoffe
Kernbrennstoffe wie Uran und Plutonium können in Kernreaktoren gespalten werden, um Wärmeenergie zu erzeugen, um Wasser zu verdampfen und um damit Turbinen anzutreiben, die dann – wie in allen anderen Wärmekraftwerken auch – in Generatoren elektrischen Strom erzeugen. So kann elektrische Energie ohne den Ausstoß von klimaschädlichen Gasen wie CO2 gewonnen werden, allerdings fallen radioaktive Abfälle an, deren Endlagerung bislang ungeklärt ist.
Die Katastrophe von Tschernobyl hat der Akzeptanz von Kernkraftwerken sehr geschadet und in manchen Staaten wie Italien zum Ausstieg aus dieser Art der Energieerzeugung geführt. Andere Staaten wie Frankreich haben sich davon nicht beeinflussen lassen.
In Schweden wurde am 23. März 1980 eine Volksabstimmung gegen Kernenergie erfolgreich durchgeführt. Der nachfolgende Beschluss des Parlamentes, keine weiteren Kernkraftwerke mehr zu bauen und die vier vorhandenen bis 2000 abzuschalten, wurde am 5. Februar 2009 revidiert: Das 1980 beschlossene Verbot von Reaktorneubauten wurde aufgehoben. Die zehn schwedischen Kernreaktoren dürfen erneuert und erweitert werden. Auch nach der Nuklearkatastrophe von Fukushima (2011) hält Schweden am Einsatz der Kernenergie fest.
Deutschland hat im April 2023 die letzten drei Kernreaktoren endgültig abgeschaltet.
In der Schweiz wurde, mit Annahme der Energiestrategie 2050 am 21. Mai 2017, ein Bewilligungsverbot für neue Kernkraftwerke erlassen.
Die „Rohenergie“ der Energiequellen wie Erdöl und Uran ist oft nicht ohne vorhergehende Wandlung nutzbar und wird deshalb teilweise in transportfähige und speicherbare Energieträger umgewandelt. Nur auf diese Weise kann eine flächendeckende Energieversorgung geschaffen werden.

### Primär- und Sekundärenergie
Energieträger werden primäre und sekundäre Energieträger unterschieden. Primäre Energieträger werden direkt gefördert. Es handelt sich zum Beispiel um Erdöl, Kohle und Gas. Sekundäre Energieträger gehen aus primären Energieträgern durch eine verlustbehaftete Wandlung hervor, zum Beispiel Kraftstoffe und Strom.
Die Kombination aus Primär- und Sekundärenergien, die tatsächlich verbraucht wird, bezeichnet man als Endenergie.
Der Weltenergiebedarf ist die Menge an Primärenergie, die weltweit im Jahr benötigt wird. Er ist in den letzten Jahren und Jahrzehnten deutlich angestiegen. Da fossile Energien endlich und immer teurer und aufwändiger zu fördern sind, ist ein Wohlstand, wie er in den heutigen Industrieländern vorhanden ist nur für alle Nationen erreichbar, wenn er mit deutlich geringerem Energiebedarf und auf Basis erneuerbarer Energieträger erreicht werden kann.

### Elektrische Energie
Die mit Abstand vielseitigste Energieart ist die elektrische Energie, die Grundlage der Elektrizitätsversorgung. Elektrische Energie lässt sich mit sehr geringen Verlusten in alle anderen Energiearten umwandeln. Die außergewöhnlich universelle Verwendbarkeit der elektrischen Energie drückt sich in der breiten Verfügbarkeit von Wandlern aus, die elektrische Energie in Wärmeenergie (Elektroheizung), kinetische Energie (Motor), Lichtenergie (Leuchtmittel), Schallenergie (Lautsprecher), elektromagnetische Wellen (Sendeanlage), chemische Energieformen (Elektrolyse) oder potentielle Energie (Elektromagnet) umwandeln.
Strom hält jedoch in Deutschland nur etwa 20 % am Endenergieverbrauch. Eine größere Rolle spielen das im Verkehrssektor verbrauchte Erdöl und das im Wärmemarkt benötigte Erdgas.
Hauptnachteil der elektrischen Energie ist deren begrenzte Speicherbarkeit. Sie lässt sich zwar in geringen Mengen in Kondensatoren speichern, für nennenswerte Energiemengen sind jedoch verlustbehaftete Umwege über andere Energiearten in Akkumulatoren, Pumpspeicherwerken oder Druckluftspeichern erforderlich. Andere Energiespeicher wie Wasserstoff oder Schwungräder werden dagegen gegenwärtig nur für relativ geringe Energiemengen genutzt (siehe auch Energiespeicher). Die Speicherkapazität des deutschen Erdgasnetzes für Wasserstoff liegt bei mehr als 200.000 GWh und kann den Energiebedarf mehrerer Monate zwischenspeichern. Zum Vergleich: die Kapazität aller deutschen Pumpspeicherkraftwerke beträgt dagegen nur 40 GWh. Das Erdgasnetz ist für die Aufnahme von Wasserstoff geeignet. Der Speicherbedarf einer künftigen Stromversorgung in Deutschland, die zu 80 % auf Windkraft- und Photovoltaikanlagen basiert, wird mit 30.000 GWh abgeschätzt und wäre damit bereits problemlos durch die vorhandenen Gasspeicher zu decken. Die ebenfalls gelegentlich vorgeschlagene Speicherung größerer Energiemengen zum Ausgleich von Schwankungen in der Stromversorgung in ganz Europa mit Pumpspeicherkraftwerken in Skandinavien oder den Alpen ist mit dem gegenwärtigen Stromnetzen nicht realisierbar. Aufgrund der hohen Verluste, die bei Wechselstromübertragung über große Distanzen entstehen, müsste dazu zunächst das derzeitige Höchstspannungsnetz mit 420 kV durch eines mit ca. 1250 kV überlagert oder eine Hochspannungs-Gleichstrom-Übertragung (HGÜ) aufgebaut werden.

Errichtung, Betrieb und Instandhaltung elektrischer Übertragungsnetze und die elektrischen Übertragungsverluste verursachen Kosten. Deshalb ist es bei der Standortwahl von Kraftwerken unbedingt erforderlich zu prüfen, ob die Umwandlung in elektrische Energie entfernt vom Ort des Verbrauchs erfolgt (verbrauchsferne Erzeugung) und dann übertragen wird. Mitunter ist es wirtschaftlicher, flüssige oder gasförmige Energieträger wie Öl, Erdgas, Industriegase, Fernwärme und Nahwärme über Rohrleitungen (Pipeline) zu transportieren und Kraftwerke direkt dort zu errichten, wo die elektrische Energie benötigt wird (verbrauchsnahe Erzeugung).

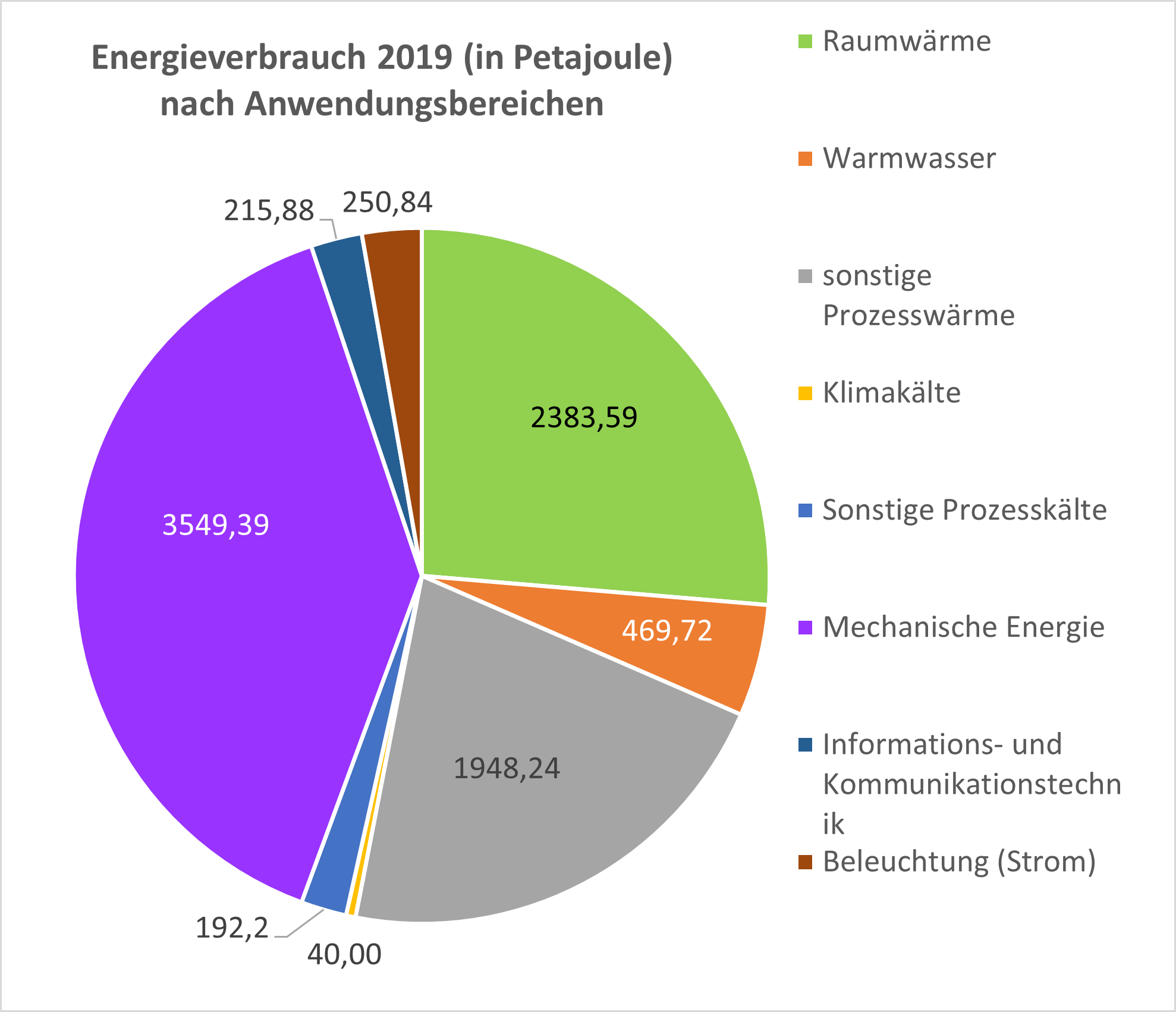
Endenergieverbrauch nach Anwendungsbereichen

### Erdgas
Erdgas wird in Deutschland und in vielen anderen Industrieländern hauptsächlich zur Versorgung mit Nutzwärme in der Industrie und in Wohngebäuden genutzt. Um den Erdgasverbrauch zu senken, ist somit eine neue Strategie in der Wärmeversorgung, d. h. eine Wärmewende, erforderlich. Erdgas wird über ein weltweites Pipelinenetz verteilt, in geringem Maße auch als LNG verflüssigt und verschifft.
Der Anteil von Gas am Primärenergieverbrauch in Deutschland beträgt ca. 23 %.
Gasverbrauch in Deutschland 2019, Zahlen: AG Energiebilanzen, Energiebilanz 2019
In Deutschland wird nach Energiebilanz Deutschland ca. 40 % des Primärenergiebedarfs an Erdgas von Haushalt und Gewerbe verwendet, 29 % allein für die Heizung privater Haushalte. Dagegen beträgt der gesamte industrielle Bedarf (Stand 2019) nur 24 % des Primärenergiebedarfs.
Erdgas wird weiterhin in Gasturbinenkraftwerken, GuD-Kraftwerken sowie Gasmotorenkraftwerken verstromt. Diese Kraftwerke werden in Deutschland in erster Linie zur Deckung von Spitzenlast verwendet, die Leistung der dort genutzten Gasturbinen kann – im Vergleich zu Kohle- und Kernkraftwerken – gut (das heißt: zeitnah) geregelt werden. Nach der Energiebilanz Deutschlands von 2019 ging ca. 24 % des Primärenergiebedarfs an Erdgas in Deutschland in die Stromerzeugung. Der Anteil von Erdgas an der Stromerzeugung (am erzeugten Strom) in Deutschland im Jahr 2019 lag bei 15 %. Er ist durch die Energiewende nicht wesentlich gesunken. In einigen Ländern spielt die Stromproduktion aus Gas eine größere Rolle, so wird in Russland: ca. 50 % des Stroms aus Gas erzeugt.
Mit einem Anteil von 25,6 % haben Gase, die neben Erdgas auch Flüssiggas, Raffineriegas, Kokereigas und Gichtgas beinhalten, den zweitgrößten Anteil vom Endenergieverbrauch in Deutschland im Jahr 2018. Strom hält im Vergleich dazu nur etwa 20 % am Endenergieverbrauch.

### Erdöl
Erdöl wird weltweit über Pipelines distributiert und verschifft. Mineralöl machte im Jahr 2017 34 % des deutschen Primärenergieverbrauchs und 29 % des deutschen Endenergieverbrauchs aus. Hauptverbraucher ist der Verkehrssektor.

### Andere Energieträger
Die Verteilung von Feststoffen wie Steinkohle und Holz oder Kleinmengen von Heizöl und Kraftstoff (Benzin und Dieselkraftstoff) erfolgt durch Verschiffung, Bahntransport und LKW.

## Energiespeicher
Für den Umstieg auf regenerative Energiequellen müssen ausreichend dimensionierte Energiespeicher errichtet werden. Für dieses Fernziel gibt es aktuell noch keinen erprobten und wirtschaftlichen Lösungsansatz. Große Bedeutung als Langfristspeicher wird der Power-to-Gas-Technologie zugebilligt, von der bisher (Stand 2013) jedoch nur eine Reihe von Testanlagen in Betrieb sind. Für die Speicherung kleiner Strommengen über Stunden und Tage stehen Pumpspeicherkraftwerke zur Verfügung. Für Wohn- und Gewerbegebäude existieren Wärmespeicher, in denen während der warmen Jahreszeit gewonnene solarthermische Energie gespeichert werden kann, sodass während des Winterhalbjahres nur geringfügig zugeheizt werden muss (siehe auch: Sonnenhaus). Die Speicherung von fossilen Energieträgern wie Erdgas oder Erdöl zum jahreszeitlichen Ausgleich wird mit Untergrundspeichern bewältigt.

## Sicherheitsrisiken
Durch die enorme Abhängigkeit der modernen Industriestaaten von ihrer Energieversorgung, würde ein militärischer Angriff oder eine Sabotage Aktion einen erheblichen wirtschaftlichen und Humanitären schaden anrichten.
Betriebsgebäude, Leitungsnetze, Schaltwarten etc. zählen deshalb zur sogenannten Kritischen Infrastruktur (KRITIS).

### USA
In den USA bestehen auf Regierungsebene seit den 90er Jahre, verstärkt nach den Terroranschlägen am 11. September 2001, intensive Bemühungen, diese Risiken zu analysieren und Notfallszenarien zu erarbeiten.

### Europäische Union
2004 wurde vom europäischen Rat vorgeschlagen eine Strategie für den Schutz von kritischen Infrastrukturen zu formulieren und 2008 eine entsprechende Richtlinie der Europäischen Union veröffentlicht. Es folgte die Entwicklung eines „Europäischen Programmes für den Schutz kritischer Infrastrukturen“ (EPSKI).
2022 machten Explosionen an den Erdgas-Pipelines in der Ostsee zwischen Russland und Deutschland den Gastransport unmöglich.

### Ukraine
Die Angriffe der russischen Armee mit Langstreckenraketen und Drohnen im Rahmen des Angriffskrieges auf die Ukraine 2022 führten im Oktober 2022 zu massiven Störungen im Stromversorgungsnetz der Ukraine.
Der Roman Blackout – Morgen ist es zu spät von Marc Elsberg aus 2012 beschreibt einen generellen Stromausfall in Europa. Das Buch wurde zum Bestseller mit 1,9 Millionen verkauften Exemplaren.